# Siccità (film)
Siccità è un film del 2022 co-scritto e diretto e da Paolo Virzì.
Il film è stato presentato fuori concorso alla 79ª Mostra internazionale d'arte cinematografica di Venezia, dove ha ottenuto tre riconoscimenti incluso il Premio Pasinetti al miglior film. Ai David di Donatello 2023 il progetto cinematografico ha ottenuto quattro candidature, vincendo nella categorie migliori effetti speciali visivi. La critica cinematografica italiana ha apprezzato in particolar modo le interpretazioni di Claudia Pandolfi e Emanuela Fanelli, quest'ultima riconosciuta con il David di Donatello per la migliore attrice non protagonista.

## Trama
A Roma, in un presente distopico, non piove da tre anni, il Tevere si è prosciugato, la città è invasa dalle blatte, si sta diffondendo la malattia del sonno ed è in atto una desertificazione dell'Agro romano. Una serie di personaggi deve fare fronte alla grave siccità che ha ridotto al minimo le riserve di acqua della capitale e tutti i suoi usi non essenziali (dall'innaffiamento delle piante al lavaggio delle auto al riempimento di piscine) sono severamente vietati.
Antonio è detenuto da circa 25 anni nel Carcere di Rebibbia per l'omicidio della moglie. Un'involontaria e innocente evasione dal penitenziario lo porterà a volersi reincontrare con la figlia Giulia, ora infermiera e incinta.
Valerio, compagno di Giulia, è un agente di sicurezza che inizia a lavorare per la ricca e facoltosa famiglia degli Zarate. L'assegnazione come membro di scorta personale di Raffaella, la classica "figlia ribelle" che nasconde in realtà un lato molto fragile, avrà conseguenze tragiche per entrambi.
Loris si è reinventato tassista dopo aver perso il lavoro precedente a causa del taglio alle auto blu di scorta ai politici. Dopo aver iniziato ad accusare pesante sonnolenza, viene ricoverato in gravi condizioni per aver contratto il nuovo misterioso virus, probabilmente causato dall'abnorme presenza di blatte in città; soccorso e salvato dalla ex moglie Sara, affermato medico e caporeparto di Giulia, i due avranno modo di riconciliarsi nel momento in cui la donna gli confessa che il suo compagno Luca, facoltoso avvocato, da mesi ha una relazione clandestina con un’ex compagna di liceo.
Alfredo è un mediocre attore diventato particolarmente popolare durante il periodo di siccità per il gran numero di live in cui mostra la sua quotidianità e cerca di dare il buon esempio sull'utilizzo parsimonioso dell'acqua. Questo successo inaspettato subirà una brusca frenata quando la moglie Mila, ex libraia ora cassiera al supermercato,  che sembrerebbe avere una relazione segreta con la sua istruttrice di Yoga (che si rivelerà poi essere in realtà proprio Luca), verrà ripresa mentre annaffia una pianta (attività severamente vietata). La megalomania dell'uno e la doppia vita dell'altra li porteranno inoltre a trascurare il figlio Sebastiano, che sta vivendo esperienze pericolose. Mentre con alcuni amici tenta una maldestra spedizione punitiva nei confronti di un extracomunitario, cade colpito dalla malattia che si sta diffondendo e finisce in terapia intensiva accanto a Loris.
Il professor del Vecchio è l'idrologo inviato a Roma dal Veneto per affrontare la difficile ed eccezionale situazione. Le frequenti ospitate in televisione lo renderanno una vera e propria star, con la conseguenza di fargli perdere ben presto il contatto con la realtà e la sua quotidianità, abbandonandosi con una famosa attrice in una vasca idromassaggio, emblema dell'incoerenza che può colpire chiunque.
Mentre le vicende dei diversi personaggi volgono al termine, su Roma si abbatte un violento temporale che sancisce la fine del periodo di siccità: la città è pronta a ripartire.

## Produzione
Le riprese del film, iniziate nel febbraio 2021, sono state realizzate a Roma. Sono stati impiegati diversi effetti visivi per rendere la Città arida e "desertificare" il Tevere. Il regista ha raccontato come siano state girate alcune scene chiave utilizzando i droni, che hanno ripreso prima il Tevere, col suo corso d'acqua, e poi, seguendo lo stesso movimento di macchina e percorso, le sabbiose Cave della Magliana. Le immagini sono state poi sovrapposte in post-produzione.

## Colonna sonora
La colonna sonora, curata da Franco Piersanti, ha vinto il Soundtrack Stars Award 2022 come miglior colonna sonora alla 79ª Mostra internazionale d'arte cinematografica di Venezia. Edita da Edizioni musicali Curci, la colonna sonora comprende il brano di Mina Mi sei scoppiato dentro al cuore. Le musiche sono state eseguite dalla Roma Film Orchestra.

## Distribuzione
Il film è stato presentato fuori concorso alla 79ª Mostra internazionale d'arte cinematografica di Venezia ed è stato distribuito nelle sale cinematografiche italiane dal 29 settembre 2022.

## Accoglienza

### Incassi
Il film è costato 11.116.638,48 euro ed ha incassato 1.800.000 euro.

### Critica
Il film è stato accolto positivamente dalla critica cinematografica italiana, che ne ha apprezzato la regia e la sceneggiatura nell'affrontare tematiche legate al cambiamento climatico e alla disuguaglianza sociale in Italia.
Mauro Donzelli di Comingsoon.it assegna al progetto tre stelle su cinque, affermando che il film porti in scena una «satira non poi troppo fantascientifico o futuristica» rispetto alla realtà, in cui il regista «ordina in un percorso complesso e completo ognuno dei tanti personaggi», definendolo un film «corale che sfiora la struttura a episodi». Donzelli sottolinea che il film «prova a fare un primo bilancio senza didascalismi» attraverso una struttura narrativa affidata ad «un salutare scartamento narrativo, ma non esistenziale, rispetto alla chiusura cupa». Antonio Cuomo di Movieplayer.it riporta che il film sia «una danza, tra grottesco e realismo» con «l'intento di proporre uno spaccato lucido e profondo della nostra società», su cui «si muove un carosello di personaggi di ogni età e classe sociale».
Alberto Crespi de La Repubblica scrive che «è ammirevole il modo in cui Virzì intreccia le storie, senza mai annoiare e creando rimandi insospettabili», trovando «notevole» l'introduzione di una metafora «che parla del nostro mondo climaticamente e sanitariamente instabile forzando appena appena la realtà che viviamo». Flavio Natalia di Ciak scrive che «la bravura degli attori» aiuta a fare da «collante a storie emblematiche che si incrociano e si scontrano», trovando l'immagine del Tevere in secca «una delle intuizioni di maggiore forza del nostro cinema più recente».

## Riconoscimenti
- 2022 - 79ª Mostra internazionale d'arte cinematografica di Venezia
  - Premio Pasinetti al miglior film[16]
  - Soundtrak Stars Award 2022 per la migliore colonna sonora.[17]
  - Premio speciale Green Drop Award.[18]
- 2023 - David di Donatello
  - Miglior attrice non protagonista a Emanuela Fanelli
  - Migliori effetti speciali visivi a Marco Geracitano
  - Candidatura alla miglior attrice protagonista a Claudia Pandolfi
  - Candidatura al miglior compositore a Franco Piersanti
- 2023 - Nastro d'argento
  - Candidatura al miglior film
  - Candidatura alla migliore sceneggiatura a Francesca Archibugi, Paolo Giordano, Francesco Piccolo, Paolo Virzì
  - Candidatura alla migliore scenografia a Dimitri Capuani
  - Candidatura al migliore montaggio a Jacopo Quadri
  - Candidatura alla migliore colonna sonora a Franco Piersanti
- 2022 - Ciak d'oro
  - Candidatura al miglior regista a Paolo Virzì